# Dávao Oriental
Dávao Oriental (cebuano: Sidlakang Dabaw; tagalo: Silangang Dabaw; inglés: East Davao) es una provincia en la región de Dávao en Filipinas. Su capital es Mati.

## División administrativa
Políticamente la provincia de Dávao Oriental se divide en 10 municipios y 1 ciudad,  Mati  (Component) su capital. Cuenta con 183 barangays. 
Consta de 2 distritos para las elecciones al Congreso.
| Ciudad/Municipio              | N.º de Barangays | Población (2010) | Área (km²) | Código    |
| ----------------------------- | ---------------- | ---------------- | ---------- | --------- |
| Baganga                       | 18               | 53.426           | 945.50     | 112501000 |
| Banaybanay                    | 14               | 39.121           | 408.52     | 112502000 |
| Boston                        | 8                | 12.670           | 357.03     | 112503000 |
| Caraga                        | 17               | 36.912           | 642.70     | 112504000 |
| Cateel                        | 16               | 38.579           | 545.56     | 112505000 |
| Sigáboy (Gobernador Generoso) | 20               | 50.372           | 365.75     | 112506000 |
| Lupón                         | 21               | 61.723           | 886.39     | 112507000 |
| Manay                         | 17               | 40.577           | 418.36     | 112508000 |
| Mati                          | 26               | 126.143          | 588.63     | 112509000 |
| San Isidro                    | 16               | 32.424           | 220.44     | 112510000 |
| Tarragona                     | 10               | 25.671           | 300.76     | 112511000 |

## Economía
La provincia es el productor principal de la copra en el país.

## Idiomas
El cebuano es el idioma principal de la provincia.

## Historia
La Comandancia de Mati fue una división administrativa histórica del  Reyno de Filipinas dependiente del Distrito 4º de Dávao.
Su capital era el pueblo de Mati, comprendiendo los actuales municipios de  Sigáboy (Gobernador Generoso), Caraga, Manay,  Cateel y Baganga.